# Крушение под Хинтоном
Утром 8 февраля 1986 года на железнодорожной линии близ Хинтона (провинция Альберта, Канада) произошло крушение с тяжёлыми последствиями в результате лобового столкновения грузового поезда компании Canadian National Railway со сдвоенным пассажирским поездом компании VIA Rail. В результате погибли 23 человека, что делает данное крушение самым смертоносным в истории Канады после столкновения поездов у Дугалда в 1947 году.

## Поезда

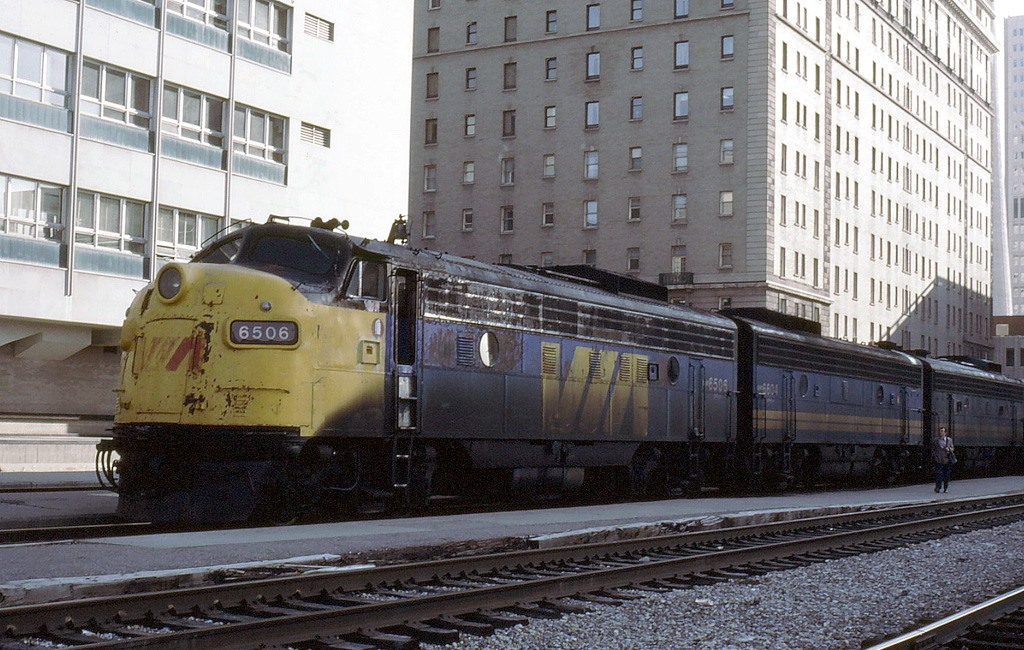
Тепловозы FP9A и F9B компании VIA Rail

Утром из Джаспера на восток к Эдмонтону отправился пассажирский поезд компании VIA Rail. Он представлял собой 2 соединённых фирменных пассажирских поезда: Super Continental и Skeena, каждый из них имел следующую составность:
| Super Continental 1. Тепловоз FP9A-6566 2. Тепловоз F9B-6633 (бустерная секция) 3. Багажный вагон 4. Пассажирский вагон с сидячими местами 5. Купольный вагон № 513 6. Спальный вагон 7. Спальный вагон | Skeena 1. Тепловоз FP9A-6300 2. Парогенераторный вагон 3. Багажный вагон 4. Пассажирский вагон с сидячими местами 5. Вагон-ресторан 6. Спальный вагон |

Super Continental следовал из Ванкувера, а Skeena — из Принс-Руперта. В Джаспере к первому поезду был прицеплен второй, после чего к полученному составу был прицеплен дополнительный парогенераторный вагон (снабжает состав паром, используемым для отопления и нагрева питьевой воды). Таким образом получившийся поезд, которому был присвоен номер № 4, состоял из 3 тепловозов (тепловоз в середине при этом был заглушен) и 11 вагонов, в нём ехали 115 человек: 94 пассажира, 14 проводников и 7 членов локомотивных бригад.

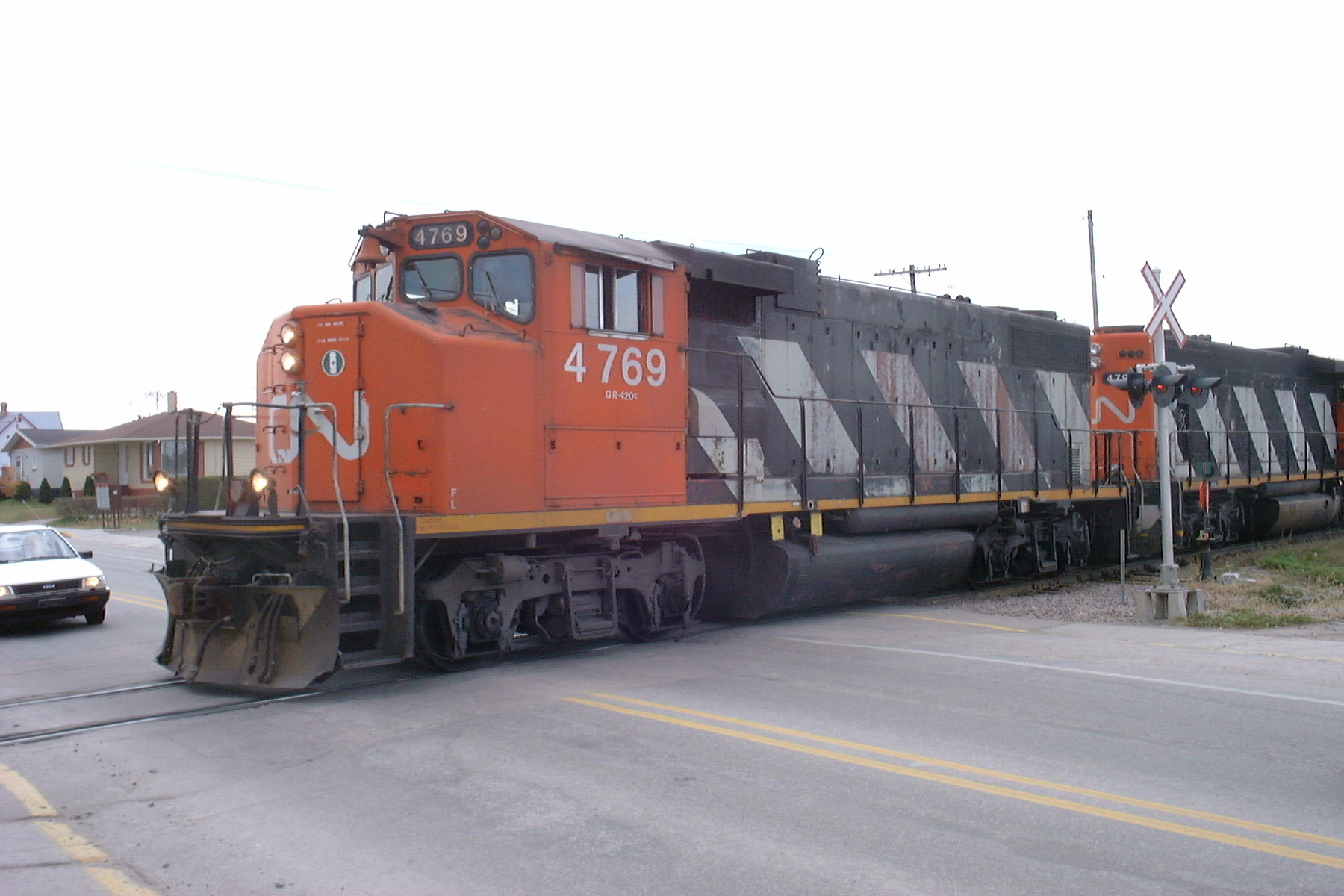
Тепловоз GP38-2W компании CN

Навстречу ему из Эдсона на запад следовал грузовой поезд № 413 компании Canadian National Railway (CN), который имел следующую составность (по порядку): 3 тепловоза (GP38-2W-5586, SD40-5062 и SD40-5104), высокоскоростной путевой струг, 35 хопперов с зерном, 7 платформ с трубами, 45 хопперов с серой, 20 гружённых цистерн, 6 вагонов с крупным зерном и 1 бригадный вагон. Всего поезд № 413 состоял из 3 тепловозов и 114 вагонов, полная длина его составляла 6124 фута (1867 метров) при весе 11 616 тонн. Управляла им локомотивная бригада, состоящая из 48-летнего машиниста Джона Эдварда (Джек) Хадсона (англ. John Edward (Jack) Hudson), 25-летнего помощника машиниста Марка Эдвардса (англ. Mark Edwards) и 33-летнего кондуктора (ехал в бригадном вагоне в хвосте поезда) Уэйна (Смитти) Смита (англ. Wayne (Smitty) Smith).

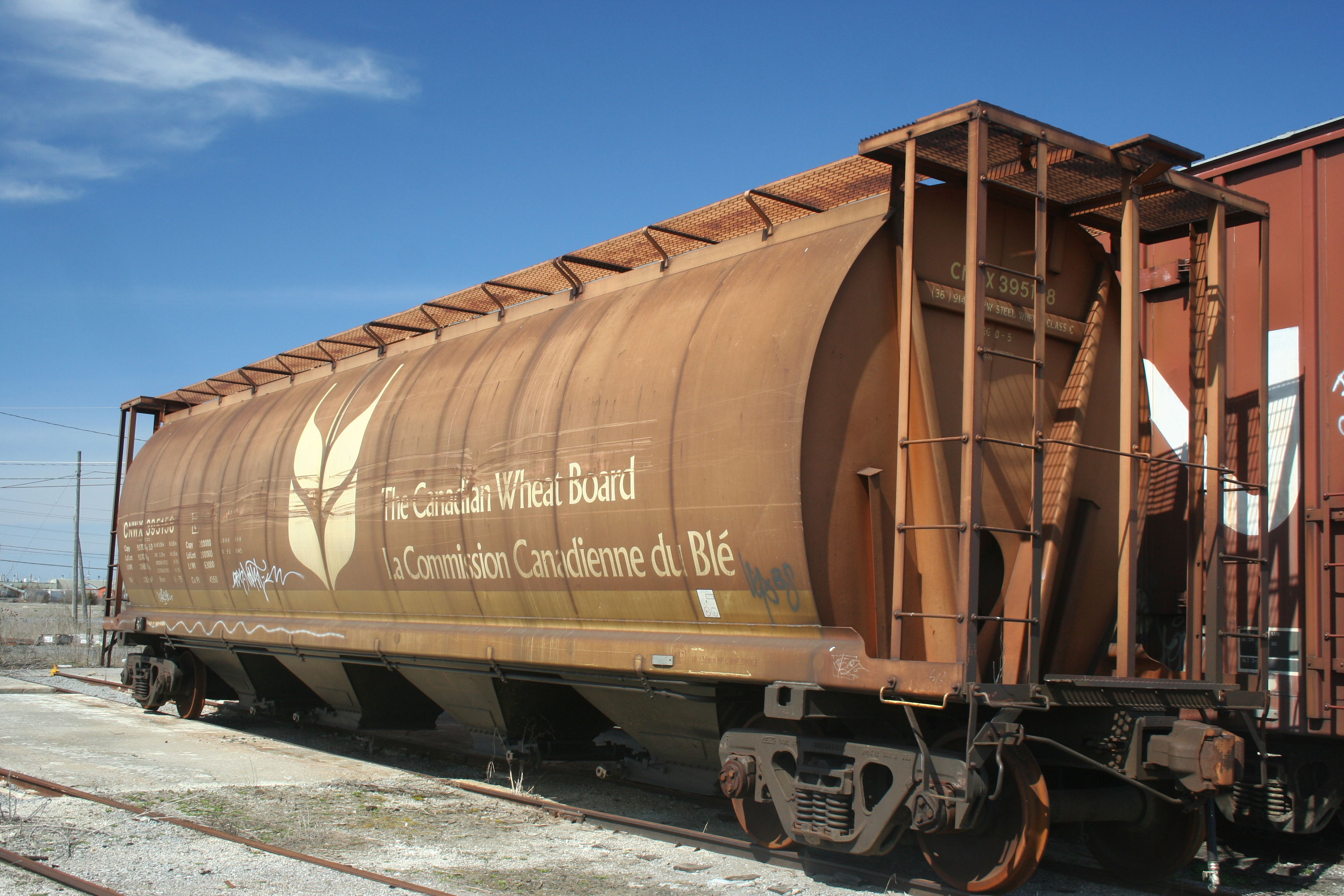
Хоппер-зерновоз канадских железных дорог

100-мильный (160 километров) участок железнодорожного пути от Джаспера до Эдсона проходил близ таких крупных городов, как Хинтон и Эдмонтон, и находился в ведении Canadian National Railway. Примерно половину длины участка занимает двухпутная вставка, а управление на всей линии осуществлялось посредством диспетчерской централизации.
Грузовой поезд отправился из Эдсона в 6:40 и в Медсин-Лодж (англ. Medicine Lodge) был поставлен на боковой путь для пропуска двух поездов с востока. С данной станции он отправился в 8:02 и к 8:20 прибыл в Харгвен (англ. Hargwen), где начиналась двухпутная вставка и где поезд № 413 диспетчером был направлен по северному пути. В это же самое время в Хинтоне остановился сдвоенный пассажирский поезд № 4, который в 8:25 отправился дальше на восток.

## Катастрофа
В 8:29 диспетчер перевёл стрелку в Дэйлхёрсте (англ. Dalehurst) так, чтобы пассажирский поезд был направлен по южному пути. Одновременно грузовому поезду был перекрыт выходной сигнал (три красных), о чём расположенный перед ним за 4,15 километров маршрутный светофор стал сигнализировать предупреждающим показанием (жёлтый с красным). Но грузовой поезд компании CN, который ещё в начале двухпутной вставки ехал со скоростью 50 миль/ч (80 км/ч), при проходе маршрутного светофора не только не замедлился, а наоборот, ускорился до 59 миль/ч (95 км/ч) и продолжал мчаться дальше. Проскочи пассажирский поезд стрелочный перевод в Дэйлхёрсте всего на минуту раньше, катастрофы можно было бы избежать. Но этого не произошло, и в 8:40 грузовой состав на большой скорости проехал выходной светофор с запрещающим показанием, взрезал находящийся за ним в 149 метрах стрелочный перевод и, проехав всего 1270 футов (387 метров), в 8:40:52 лоб в лоб протаранил пассажирский поезд. 
От удара тепловозы оказались тут же разрушены, а находящиеся в них локомотивные бригады (4 человека) мгновенно погибли. Вытекшее из баков топливо вспыхнуло, и огонь стал распространяться на пассажирские вагоны. Колоссальная сила накопленной инерции выбросила грузовые вагоны на пассажирский состав. В сидячем вагоне из 36 пассажиров погибли 18, а расположенный за ним купольный вагон развернуло поперёк путей, и его стеклянный купол был протаранен одним из грузовых вагонов, убив при этом одного пассажира, хотя и дав возможность выбраться из вагона остальным людям. Рассыпавшееся зерно помогало несколько сбить пламя. Будь впереди грузового состава вагоны с серой и нефтепродуктами, и количество жертв было бы больше. Всего в грузовом поезде были разрушены или повреждены 76 вагонов.

## Расследование
До столкновения не было никаких признаков торможения ни у одного из поездов. Анализ показал, что поезда стали видны друг другу за 19 секунд до столкновения. Хотя не было найдено убедительной причины, по которой пассажирский поезд не отреагировал на сближение, не было никаких доказательств того, что его экипаж допустил какие-либо ошибки, приведшие к аварии. Акцент сместился на грузовой поезд и его неспособность остановиться на северном пути, прежде чем он вышел на главный путь линии. Почему не удалось остановить товарный поезд, было неясно. Проблема с сигналом светофора была исключена, и единственно возможной причиной стала ошибка человека. Однако, поскольку машинист и помощник грузового поезда не выжили, было неясно, почему они допустили ошибку. Было найдено достаточно их останков для того, чтобы тестирование могло исключить наркотики или алкоголь как причину, хотя было обнаружено, что машинист, Джек Хадсон, был алкоголиком и заядлым курильщиком, страдающим панкреатитом и диабетом 2 типа, что подвергало его риску сердечного приступа или инсульта. Помощник Хадсона - Марк Эдвардс, как установило следствие, в тот день немного простудился и, вероятнее всего, заснул, тем самым не сумел остановить поезд и предотвратить катастрофу. Единственный выживший бригады товарного поезда кондуктор Уэйн Смит, как установило следствие, не потянул за шнур аварийной остановки, когда не смог связаться с Хадсоном и Эдвардсом по рации. Он заявил на допросе, что пытался связаться с коллегами много раз и думал, что момент, когда нужно было привести тормоза в действие, ещё не настал.
Расследование крушения поезда также установило, что правила безопасности, которые предписывались, постоянно игнорировались машинистами на всей канадской железной дороге. В частности - это "посадка в поезд на ходу" (запрещённая на всей сети железных дорог) и "обход педали бдительности". Как и в случае крушения под Хинтоном, вероятнее всего, машинист поезда Джек Хадсон не держал ногу на педали, а положил на неё что-нибудь тяжелое, тем самым лишившись последней возможности предотвратить трагедию.Также комиссия обнаружила, что машинистов могли вызывать по семь дней в неделю, круглые сутки, что создавало риск засыпания экипажа поезда прямо в поездке, так как у них постоянно были сбиты биоритмы,а постоянное мерцание железнодорожных путей перед глазами и долгие поездки по одному и тому же пути давали дополнительный усыпляющий эффект. Было установлено, что перед катастрофой Джек Хадсон спал всего 3,5 часа, Марк Эдвардс - 5 часов, Уэйн Смит - тоже около 5 часов.
Впоследствии компания Canadian National Railway улучшила свое оборудование безопасности, заменив у всех поездов педали бдительности на "оборудование контроля над сбросом тревоги", которое практически полностью исключает человеческий фактор.Также компания создала одну из самых совершенных программ по борьбе с усталостью:
1.Сотрудников больше не вызывали по семь дней в неделю,круглые сутки.
2.Были созданы дома для отдыха локомотивных бригад. 
3.Были созданы улучшения кабин локомотивов, они стали более комфортными.

## Медиа
Крушение было показано в третьем сезоне канадского документального телесериала «Расследования авиакатастроф» производства National Geographic Channel в эпизоде Столкновение поездов.